# Грант (приход)
Грант (англ. Grant Parish, фр. Paroisse de Grant) — приходов штата Луизиана, США. Официально образован в 1869 году. По состоянию на 2010 год, численность населения составляла 22 309 человек.

## География
По данным Бюро переписи США, общая площадь прихода равняется 1 722,352 км2, из которых 1 665,372 км2 — суша, и 56,980 км2, или 3,300 %, — это водоёмы.

## Население
По данным переписи населения 2000 года на территории прихода проживает 18 698 жителей в составе 7 073 домашних хозяйства и 5 276 семей. Плотность населения составляет 11,00 человек на км2. На территории прихода насчитывается 8 531 жилое строение, при плотности застройки около 5,00-ти строений на км2. Расовый состав населения: белые — 85,43 %, афроамериканцы — 11,88 %, коренные американцы (индейцы) — 0,89 %, азиаты — 0,14 %, гавайцы — 0,03 %, представители других рас — 0,36 %, представители двух или более рас — 1,28 %. Испаноязычные составляли 1,14 % населения независимо от расы.
В составе 7 073,00 % из общего числа домашних хозяйств проживают дети в возрасте до 18 лет, 18,00 % домашних хозяйств представляют собой супружеские пары, проживающие вместе, 57,20 % домашних хозяйств представляют собой одиноких женщин без супруга, 12,90 % домашних хозяйств не имеют отношения к семьям, 22,60 % домашних хозяйств состоят из одного человека, 10,10 % домашних хозяйств состоят из престарелых (65 лет и старше), проживающих в одиночестве. Средний размер домашнего хозяйства составляет 2,61 человека, и средний размер семьи 3,06 человека.
Возрастной состав прихода: 28,30 % моложе 18 лет, 7,90 % от 18 до 24, 28,10 % от 25 до 44, 23,00 % от 45 до 64 и 23,00 % от 65 и старше. Средний возраст жителя прихода 36 лет. На каждые 100 женщин приходится 96,10 мужчин. На каждые 100 женщин старше 18 лет приходится 93,00 мужчин.
Средний доход на домохозяйство прихода составлял 29 622 USD, на семью — 34 878 USD. Среднестатистический заработок мужчины был 31 235 USD против 20 470 USD для женщины. Доход на душу населения составлял 14 410 USD. Около 16,90 % семей и 21,50 % общего населения находились ниже черты бедности, в том числе — 27,30 % молодежи (тех, кому ещё не исполнилось 18 лет) и 16,20 % тех, кому было уже больше 65 лет.